# Michael Friedländer
Michael Friedländer   (Jutrosin, 29 d'abril de 1833 - Londres, 10 de desembre de 1910) va ser un orientalista i director del Jewish College College de Londres. És conegut per la seva traducció en anglès de la guia de Maimònides a la perplexitat, que va ser la traducció més popular fins a l'obra més recent de Shlomo Pines, i continua sent impresa.
Friedländer va néixer a Jutroschin, al Gran Ducat de Posen. La seva educació secular primerenca va ser a una escola catòlica local, i la seva formació jueva provenia de l'assistència d'un Cheder i del seu pare, que era un gramàtic i talmudista hebreu. Després va assistir al gimnàs, mentre continuava els seus estudis jueus sota el rabí Jacob Joseph Oettinger i el rabí Elchanan Rosenstei.
El 1856, va iniciar estudis en idiomes i matemàtiques clàssiques a les universitats de Berlín i Halle/Saale (doctorat 1862), i, simultàniament amb els estudis universitaris, va seguir l'aprenentatge talmúdic. S'establí a Berlín, on va ser nomenat director de l'escola Talmud, càrrec que va renunciar el 1865 per acceptar el de director del "Jewish College of London", a successió de Barnett Abrahams. Allà va ensenyar teologia, exegesi bíblica i rabínica, talmud, història jueva, matemàtiques i àrab.
Es va retirar d'aquest càrrec el 1907 i va morir el 10 de desembre de 1910. El seu gendre era Moses Gaster (1856–1939), Hakham de la congregació espanyola i portuguesa, Londres i un lingüista hebreu.

## Obres
Títol de La guia per als perplexos de Moses Maimonides, traduït del text en àrab original de M. Friedländer, doctor, Editorial Pardes, 1946.Friedländer va mostrar una considerable activitat literària. Va ser autor d'unes dotzenes d'articles per a l'enciclopèdia jueva. Com a membre de la Societat de Literatura Hebrea, va publicar sota els seus auspicis:
- The Commentary of Abraham ibn Ezra on Isaiah, translated into English with extensive annotations (available on Google Books)
- An Essay on the Writings of Ibn Ezra
- A translation from the original Arabic, with notes, of Maimonides' Guide of the Perplexed (1881).
- The Jewish Religion (1890, American edition: 1946)
- German commentary upon the Song of Songs (1867).

També va editar una Bíblia de la família jueva en anglès i hebreu, va recopilar un manual de la religió jueva, va fer càlculs en el calendari hebreu i va contribuir articles a la Revisió trimestral jueva, al Diccionari de biografia nacional i altres publicacions. S'han publicat nombrosos treballs llegits per ell en el College of Jewish i en altres llocs.